# Мачахлиспири
Мачахлиспири (груз. მაჭახლისპირი) — село в Грузии, на территории Хелвачаурского муниципалитета автономной республики Аджария.

## География
Село находится в юго-западной части Грузии, на правом берегу реки Чорох, вблизи места впадения в неё реки Мачахлисцкали, на расстоянии 6 километров (по прямой) к юго-востоку от города Батуми, административного центра муниципалитета и автономной республики. Абсолютная высота — 82 метра над уровнем моря.

## Население
По результатам официальной переписи населения 2014 года, в Мачахлиспири проживало 175 человек (85 мужчин и 90 женщин). В национальной структуре населения грузины составляли 99,4 %, русские — 0,6 %.
| Год  | Население, человек |
| ---- | ------------------ |
| 2002 | 166                |
| 2014 | ↗ 175              |